# ウクライナにおける言語政策
ウクライナにおける言語政策（ウクライナにおけるげんごせいさく）は、その憲法、国際協定、そして2019年7月16日以降は国家語としてのウクライナ語の機能保障法」に基づく。2012年から2018年2月まで、ウクライナの言語政策は「国家語政策の原則法」にも基づいていた（2012年以前は、ウクライナ・ソビエト社会主義共和国時代の1989年の言語に関する法律が効力を持っていた）。ウクライナ憲法第10条によれば、国はウクライナ領土全域にわたる社会生活の全分野においてウクライナ語の包括的発展と機能化を保証しなければならない。ウクライナで話されているその他の諸言語は憲法での保護が保証される。ロシア語はマイノリティーの言語として認められる。
「国家語政策の原則法」と呼ばれる2012年の法律は、ロシア語とその他の少数言語に地域言語としての地位を付与した。この法律により、少数言語話者が人口の10%を超えるウクライナの地域の法廷、学校、その他の政府機関において少数言語の使用が許された。この法律は主に、第一言語をロシア語として話す住民が支配的または大多数を占めるウクライナの南部と東部で使われた。ハンガリー語、モルドヴァ語、ルーマニア語話者が多い3つの集落でも同じであった。ウクライナ語は唯一の全国的公用語であり続けた。この法律の導入は与党地域党によって支持され、諸野党によって反対を受けた。野党によれば、この法律はウクライナ語の役割を弱体化させ、奪い取るものであり、ウクライナ憲法第10条に違反した。
法案は2012年7月3日にウクライナ議会建物での殴り合いの真っただ中に採択され、野党は法律の採択手順が法令違反であると述べた。法律は2012年8月10日に施行された。以後、ウクライナの様々な都市と地域が、その管轄区域においてロシア語を地域言語と宣言した。その他の都市と地域はこの法律に対する反対を宣言した。2014年のウクライナ革命の直後、2014年2月23日、ウクライナ議会はこの法律の廃止を投票で決定した。この決定は大統領代行オレクサンドル・トゥルチノフによって拒否権が行使され、トゥルチノフは代わりに「ウクライナ東部および西部双方の、そして全ての民族集団およびマイノリティーの利害を調整」するための新たな法律の起草を命じた。しかしながら、2014年10月、ウクライナの憲法裁判所はこの法律の合憲性の審査を開始し、2018年2月28日にこの法律が憲法に違反すると裁定した。
2019年4月、ウクライナ議会は新たな法律、「国家語としてのウクライナ語の機能保障法」を採択した。2019年6月16日、この新法が施行された。この法律は、一部の公的機関の業務、選挙手続きと政治運動、就学前・学校・大学教育、科学・文化・スポーツ活動、出版・配本、印刷マスメディア・テレビ・ラジオ放送、経済および社会生活（商業広告、公共イベント）、病院および介護施設、ウクライナで登録された政党およびその他の法人組織（例えば非政府組織）の活動において（完全に、あるいは一定の割合で）ウクライナ語の使用を義務付けた。一部の特別な免除がクリミア・タタール語、その他のウクライナ先住民の言語、英語、およびその他の欧州連合の公用語に与えられる。EU公用語ではないマイノリティーの言語として、ロシア語、ベラルーシ語、およびイディッシュ語はこの例外から除外される 。

## 推薦文献
- Shandra, Alya (2019年4月25日). “Ukraine adopts law expanding scope of Ukrainian language ·” (英語). Euromaidan Press. 2019年12月26日閲覧。
- Maksimovtsova, Ksenia (2019). “Chapter 3.1: The Characteristics of Language Policy in Ukraine after the USSR Disintegration”. Language Conflicts in Contemporary Estonia, Latvia and Ukraine. Soviet and Post-Soviet Politics and Society. 205. Stuttgart: ibidem. pp. 119–158. ISBN 978-3-8382-1282-1
- Reznik, Vladislava (2018). “Language Policy in Independent Ukraine: A Battle for National and Linguistic Empowerment”. In Andrews, Ernest. Language Planning in the Post-Communist Era: The Struggles for Language Control in the New Order in Eastern Europe, Eurasia and China. Palgrave Macmillan. pp. 169-192. ISBN 978-3-319-70925-3
- Flier, Michael, ed (2017). The battle for Ukrainian: a comparative perspective. Cambridge, Massachusetts: Harvard University Press. ISBN 978-1-932650-17-4. OCLC 992563580